# Ji Woo
Choi Ji-woo (n. 25 de noviembre de 1997-) conocida artísticamente como Ji Woo, es una actriz surcoreana.

## Biografía
Es buena amiga de la actriz Kim So-hyun.

## Filmografía

### Series de televisión
| Año  | Título                                      | Rol                  | Red     | Notas              | Ref.        |
| ---- | ------------------------------------------- | -------------------- | ------- | ------------------ | ----------- |
| 2010 | Pure Pumpkin Flower                         |                      | SBS     |                    |             |
| 2011 | War of Roses                                | Park Joon-hee        | SBS     |                    |             |
| 2013 | Pure Love                                   | Jung Soon-jung       | KBS2    |                    |             |
| 2014 | Inspiring Generation                        | Kim Ok-ryeon (joven) | KBS2    |                    |             |
| 2014 | You're All Surrounded                       | Eo Soo-sun (joven)   | SBS     |                    |             |
| 2017 | Three Color Fantasy – The Universe's Star   | Byul-yi              | MBC     |                    | [ 1 ]       |
| 2017 | Age of Youth 2 (Hello, My Twenties! 2)      | Yoo Eun-jae          | JTBC    |                    | [ 2 ]       |
| 2020 | Homemade Love Story                         |                      | KBS2    |                    |             |
| 2021 | Sell your haunted house                     | Bae Soo-jung         |         | Aparición especial | [ 3 ]       |
| 2022 | The Police Station Next to the Fire Station | Bong An-na           | SBS     |                    | [ 4 ] [ 5 ] |
| 2023 | Gyeongseong Creature                        | Myeong-ja            | Netflix | Serie web          | [ 5 ]       |
| 2024 | Love Song for Illusion                      | Geum-hwa             | KBS2    |                    | [ 6 ] [ 7 ] |

### Películas
| Año  | Título                             | Rol             | Notas               | Ref.   |
| ---- | ---------------------------------- | --------------- | ------------------- | ------ |
| 2010 | Wedding Dress                      | amiga de Jin-ah |                     |        |
| 2010 | Villain and Widow                  | Ham Seong-ah    |                     | [ 8 ]  |
| 2012 | Modern Family                      | hija de In-ah   | segmento "E.D. 571" | [ 9 ]  |
| 2013 | Fists of Legend                    | Im Soo-bin      |                     | [ 10 ] |
| 2013 | When Winter Screams                | An-na           |                     | [ 11 ] |
| 2014 | Cart                               | Soo-kyung       |                     | [ 12 ] |
| 2016 | Knocking on the Door of Your Heart | Eun-hee         |                     |        |
| 2017 | A Stray Goat                       | Yang Ye-joo     |                     | [ 13 ] |
| 2018 | Intimate Strangers                 | So-young        |                     | [ 14 ] |

### Revistas / sesiones fotográficas
| Año  | Título      | Notas                                          |
| ---- | ----------- | ---------------------------------------------- |
| 2017 | Nylon Korea | (publicación de octubre) - junto a Kim So-hyun |